# Marcial Suárez Fernández
Marcial Suárez (Allariz, Ourense, 1918) és un escriptor gallec.
És mestre i periodista, va ser redactor de Ràdio Madrid i resideix a la capital d'Espanya, on va desenvolupar la seva activitat professional. És autor de diverses novel·les i obres de teatre en espanyol. En llengua gallega és autor d'un llibre de narracions aparegut el 1969: O acomodador e outros relatos.